# Director (educație)
Un director în educație este membru al corpului profesoral însărcinat cu planificarea, conducerea, coordonarea și evaluarea aspectelor educaționale și administrative ale serviciilor de educație în cadrul școlilor primare și secundare, colegiilor, facultăților, departamentelor din universități și alte instituții educaționale. Uneori poate fi secundat de un director adjunct.

## Profesia de director (în educație) astăzi
La nivel internațional a fost adoptată Clasificarea Internațională Standard a Ocupațiilor – ISCO 08, la care a aderat și România, în baza Hotărârii Guvernului nr. 575 bis/1992 cu privire la realizarea unor nomenclatoare unitare de interes general prevăzute în concepția generală a informatizării în România, materializate prin Ordinul Comun nr. 1.832/856/2011 din 6 iulie 2011 privind aprobarea Clasificării ocupațiilor din România. Conform acestei clasificări, ocupația de director unitate de învățământ are codul 134502, fiind încadrată în grupa 1345 Conducători de unități de învățământ.